# Sidney Aparecido Ramos da Silva
Sidney Aparecido Ramos da Silva (San Paolo, 24 dicembre 1982) è un calciatore brasiliano, portiere del Sobradinho.

## Carriera

### Club
È cresciuto nelle giovanili del Corinthians.

## Statistiche

### Presenze e reti nei club
Statistiche aggiornate all'8 novembre 2017.
| Stagione              | Squadra               | Campionato            | Campionato | Campionato | Coppe nazionali | Coppe nazionali | Coppe nazionali | Coppe continentali | Coppe continentali | Coppe continentali | Altre coppe | Altre coppe | Altre coppe | Totale | Totale | Totale |
| Stagione              | Squadra               | Comp                  | Pres       | Reti       | Comp            | Pres            | Reti            | Comp               | Pres               | Reti               | Comp        | Pres        | Reti        | Pres   | Reti   |        |
| --------------------- | --------------------- | --------------------- | ---------- | ---------- | --------------- | --------------- | --------------- | ------------------ | ------------------ | ------------------ | ----------- | ----------- | ----------- | ------ | ------ | ------ |
| 2010                  | Rio Claro             | PAU                   | 17         | -29        | CB              | 0               | 0               |                    | -                  | -                  |             | -           | -           | 17     | -29    |        |
| 2010                  | Luverdense            | C+MGR                 | 0          | 0          | CB              | 0               | 0               |                    | -                  | -                  |             | -           | -           | 0      | 0      |        |
| 2010                  | Grêmio Barueri        | A+PAU                 | 8+0        | -14;0      | CB              | 0               | 0               |                    | -                  | -                  |             | -           | -           | 8      | -14    |        |
| 2011                  | Grêmio Barueri        | B+PAU                 | 0+4        | 0;-10      | CB              | 1               | -3              |                    | -                  | -                  |             | -           | -           | 5      | -13    |        |
| Totale Gremio Barueri | Totale Gremio Barueri | Totale Gremio Barueri | 12         | -24        |                 | 1               | -3              |                    | -                  | -                  |             | -           | -           | 13     | -27    |        |
| 2012                  | Rio Claro             | PAU                   | 10         | -17        | CB              | 0               | 0               |                    | -                  | -                  |             | -           | -           | 10     | -17    |        |
| Totale Rio Claro      | Totale Rio Claro      | Totale Rio Claro      | 27         | -46        |                 | 0               | 0               |                    | -                  | -                  |             | -           | -           | 27     | -46    |        |
| 2013                  | Audax                 | PAU                   | 6          | -7         | CB              | 0               | 0               |                    | -                  | -                  |             | -           | -           | 6      | -7     |        |
| 2014                  | Guaratinguetá         | C+PAU                 | 4+0        | -5;0       | CB              | 0               | 0               |                    | -                  | -                  |             | -           | -           | 4      | -5     |        |
| 2015                  | Audax                 | PAU                   | 1          | -1         | CB              | 0               | 0               |                    | -                  | -                  |             | -           | -           | 1      | -1     |        |
| 2016                  | Audax                 | PAU                   | 11         | -13        | CB              | 0               | 0               |                    | -                  | -                  |             | -           | -           | 11     | -13    |        |
| Totale Audax          | Totale Audax          | Totale Audax          | 18         | -21        |                 | 0               | 0               |                    | -                  | -                  |             | -           | -           | 18     | -21    |        |
| 2016                  | Botafogo              | A+CAR                 | 32+0       | -31;0      | CB              | 3               | -7              |                    | -                  | -                  |             | -           | -           | 35     | -38    |        |
| 2017                  | San Paolo             | A+PAU                 | 14+6       | -18;-12    | CB              | 1               | -2              |                    | -                  | -                  |             | -           | -           | 21     | -32    |        |
| Totale carriera       | Totale carriera       | Totale carriera       | 113        | -157       |                 | 5               | -12             |                    | -                  | -                  |             | -           | -           | 118    | -169   |        |